# Resetár Dániel
Resetár Sándor Dániel (Miskolc, 1987. szeptember 21. –) magyar színész, drámajáték-vezető, a Déryné Program Barangoló alprogramjának vezetője, a  MASZK Egyesület elnöke, és a József Attila Színház színésze.

## Színészi pálya

### Színház

#### Munkásság az iskolai évek alatt
2007-2009: Hetényi Géza Humán Szakközépiskola (jelenleg Nemes Nagy Ágnes Művészeti Szakgimnázium) Színész II. képzés; osztályvezető tanárok: Honti György , Herold Eszter, Vidovszky György.
2007-ben, a képzés első évében indult el színészi pályafutása a Nemzeti Színházban . A Bocsárdi László által rendezett Lear Királyban segédszínészként kapott szerepet.
A 2008-2009-es évadban a tatabányai Jászai Mari Színházban Szilágyi Katalin és Tóth Máté oldalán tűnt fel osztályvezető tanára, Honti György rendezésében, Fazekas Mihály - Lúdas Matyi meséjében, mint Ispán
2011-ben elvégezte a Marczibányi Téri Művelődési Központ Kaposi László-féle drámajáték-vezetői képzését. Ezzel egy időben a TRAFÓ  színházi nevelési programjának gyakornoka Gyevi Bíró Eszter vezetése alatt.

#### Szabadúszás

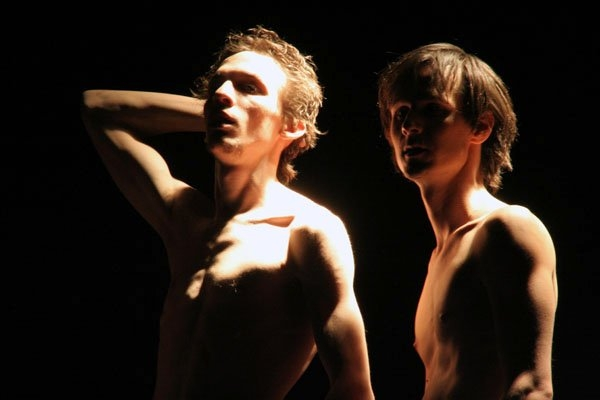
Tűzraktér - Nyílt tengeren(Resetár Dániel, Császár Dávid)

2010-ben az azóta már bezárt Tűzraktér különböző alternatív csoportjaival, illetve az akkor megnyitott Eötvös 10 kulturális színtér égisze alá bevont Egyetemi Színpad életben tartásán dolgozott. 
2011-ben  Vidovszky Györggyel a Karinthy Színház  színpadán az Aranysárkány című színműben Farkas Cézár Próféta szerepét játszotta.

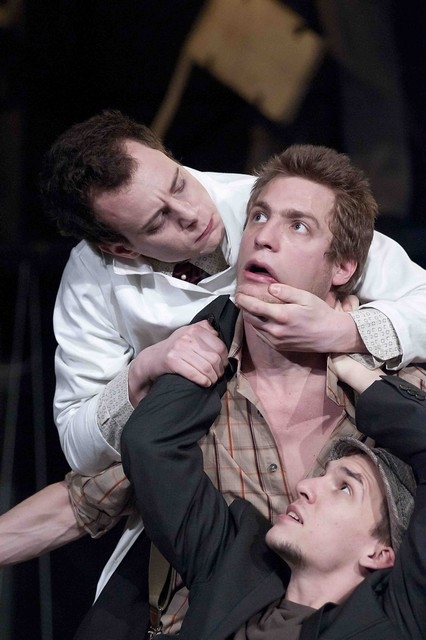
Karinthy Színház - Aranysárkány(Pomlényi Attila, Dér Zsolt, Resetár Dániel)

2011-’12-ben számos színházi kereteken kívüli verset és költészetet népszerűsítő kulturális rendezvényen vállal fellépést Budapesten és vidéken egyaránt.
2013-ban a Marczibányi Téri Művelődési központban, az  Árkosi Árpád  rendezésében bemutatott Ábel és Ábel című ifjúsági zenés játékban Viktor szerepében lépett színpadra.
2015-ben Michaela Zakutanska - Négyzetgyök című előadásának volt a mozgástervezője. A Váci Dunakanyar Színházban a produkció egy olyan sorozat részeként került bemutatásra, amelyben a bemutatandó művek a Visegrádi Négyek országainak egy-egy nemzeti szerzőjétől kerültek kiválasztásra.
A 2016 október 23-án Koltay Gábor rendezésében bemutatott Tóth Ilonka című rockoperában Kisfaludy Zsófia és Borbás Gabi mellett Ilonka szerelmét, Tibit játszotta az Erzsébetligeti Művelődési központban.

#### Székesfehérvár
A 2011-2012-es évadban a Vörösmarty Színházban  több produkcióban is feltűnik: a Mohácsi János által rendezett Csárdáskirálynőben mint pincér, és a Quintus Konrád által rendezett Rómeó és Júliában mint Mercutio. 
A 2012 őszén Székesfehérváron a Pelikán kamaraszínházban bemutatott Pantallone házassága előadásban a rendező,  Quintus Konrád Arlecchino szerepét osztotta rá.  További szerepei az évadban: Bagó Bertalan rendezésében Herczeg Ferenc - Bizánc című drámájában Ahmed Kán-t, a Szurdi Miklós által rendezett Dzsungel könyve musicalben az Őrfarkast játssza. 
Utolsó fellépése Székesfehérváron szintén a Pelikán kamaraszínházban bemutatott A Hang-villa titka  Harangi Mária rendezésében, amit később, a 2013-2014-es évadban a Veszprémi Petőfi Színház is műsorra tűzött. Az előadásban Hang Úr szerepében lépett színre. 

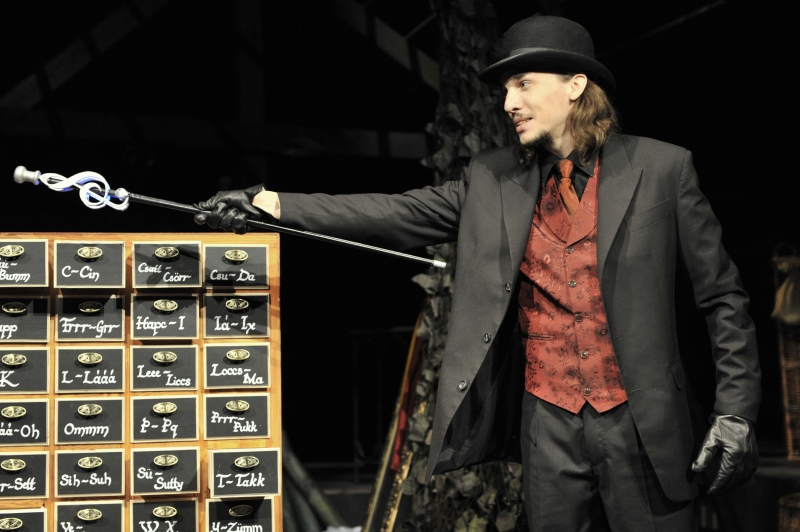
Vörösmarty Színház - A Hang-Villa titka

#### József Attila Színház
2012-ben a József Attila Színházban is bemutatásra került a Rómeó és Júlia című beavatószínházi előadás, amelyben Mercutiot alakította. Mercutio szerepét 2010 és 2020 között három rendezésben több mint 700 alkalommal játszotta el. 
2013-ban a  Karsai György és Térey János fordításában bemutatott Oidipusz nyomozás című beavatószínházi produkcióban Előd Álmos és Létay Dóra mellett a Korinthoszi szerepét játszotta. Az előadást a színház 2020-ig műsoron tartotta.

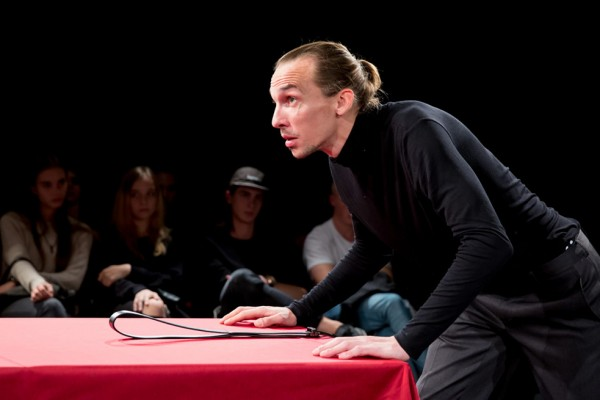
József Attila Színház - Tartuffe

2018-ban a Quintus Konrád rendezésében bemutatott Tartuffe című komédiában címszereplőként tűnik fel, Elmíraként partnere Kovalik Ágnes. 
2018 decemberében a nagyszínpadon is bemutatkozik a Szente Vajk által rendezett Vesztegzár a Grand Hotelben című előadásban, mint Shilling a bostoni tejkrémgyáros. 
2019-ben Csiszár Imre rendező irányítása alatt átveszi Riccardo szerepét a Filuména házasságában.
2019 decemberétől a Magas (szőke) barna férfi felemás… című vígjátékban Lopez tizedest alakítja Blazsovszky Ákos oldalán. Az előadást Simon Kornél rendezte.

### Film
2020 nyarán A halál népbiztosa című dokumentum-játékfilm főszerepét osztotta rá a rendező, Tősér Ádám. A film Magyarország történelmének egy véres korszakát eleveníti fel, az 1919-es Tanácsköztársaság 133 napját mutatja be Szamuely Tibor sorsán keresztül.

## Program- és projektvezetés

### 2012József Attila Színház
Ádámok és Évák program (mentor)

### 2015-2018 Csillaghajó kulturális alapítvány
Martonvásáron és környékén a színházpedagógiai fejlesztési program kidolgozója.

### 2018- MASZK egyesület
Színházi nevelési és közösségfejlesztési feladatok ellátása Martonvásáron és vonzáskörzetében, mint egyesületi elnök.
A szervezet működése alatt elkészült előadások:
- Lewis Carroll - Alice csodaországban (produkciós vezető)
- Federico Garcia Lorca - Bernarda Alba háza (produkciós vezető)
- I. Versnagykövet választás (a verseny alapítója, produkciós vezető)
- Hlinyánszky Doma - Grimm (produkciós vezető)
- Csikász Ágnes - 56 gyermekfejjel (produkciós vezető)
- Közösségi fórum (rendezvény vezető)
- Hlinyánszky Doma - MartOn (produkciós vezető)

### 2020-Déryné Program
Barangoló Alprogram (alapító, vezető)
A Déryné program négy alprogramból áll, megszólítja egyszerre a kőszínházakat, az alkotótársulásokat, peremfeltételek nélkül a befogadó intézményeket, a kultúrafogyasztókat és a különböző kulturális hozzáférést korlátozó akadályokkal küzdő tömeget.
A Barangoló alprogram lehetőséget és szakmai támogatást nyújt pályájuk elején lévő előadóművészeknek és fiatal, kőszínházi struktúrán kívüli alkotóközösségeknek ötleteik megvalósításához.
A programba a mai napig bekerült produkciók:
- Kelet-Nyugati Alkotóműhely: Örkény István – Tóték
- LUDWIG TRUPP: A falu rossza
- KOHO Egyesület: Függvények
- Ördögkatlan Egyesület: Béke! avagy nagy Dionüszia!
- Apolló Kulturális Egyesület: Csongor és Tünde
- Színészek Kulturális Egyesülete: Egyetlen szóból is tudok
- Meseház: MISI
- Bihari Néptáncegyüttes: Határtalan...
- Óvóhely Kultúrbunker: Nélküled
- Oberon Társulat: Batyutánc
- Forrás Néptáncegyüttes: Mestermunka
- Szegedi Pinceszínház: Karnyóné és Vitéz László

## Drámajáték-vezetés, közösségfejlesztés

### 2010-2011TRAFÓ
A TRAFÓ ifjúsági program (gyakornok)

### 2011-2014Vörösmarty Színház
Ifjúsági-beavató program (óraadó tanár, színész)
Ádámok és Évák program (mentor)
Beavató előadások (játszó, drámajáték-vezető)
Interaktív irodalomórák (drámajáték-vezető, óraadó)

### 2012 Fejér megye
TÁMOP program (óraadó tanár, színész)

### 2012-2020József Attila Színház
Beavató előadások (játszó, drámajáték-vezető)

### 2013 Fejér megye
KEOP program (óraadó tanár, színész)

### 2014-2015 Versünnep alapítvány
Utazó nagykövet (zsűritag, óraadó tanár)

### 2015-2018 Csillaghajó kulturális alapítvány
William Shakespeare - Szentivánéji álom (drámajáték-vezető, mozgástervező)

### 2018- MASZK egyesület
Színházi nevelési és közösségfejlesztési feladatok ellátása Martonvásáron és vonzáskörzetében, mint egyesületi elnök.
Illyés Gyula - Tűvé-tevők (drámajáték-vezető, produkciós vezető)
I. MASZK napközis alkotótábor (drámajáték-vezető)